# U & Me
U & Me è un singolo del 1994 dei Cappella.
Apprezzato in Francia, Austria, Svizzera e Svezia il brano raggiunse la 4ª posizione nei Paesi Bassi,, il 10° della classifica inglese. e il 3° nella Dutch Top 40 e nell'Euro Top 20
In Italia si fermò al 5º posto, classificandosi il 53° brano più venduto del 1994.

## Tracce
CD-Maxi
1. U & Me (Short Sharp Mix)		3:10
2. U & Me (Mars Plastic Extended)		6:45
3. U & Me (R.A.F. Zone)		5:41
4. U & Me (Bass Line)		5:39
5. U & Me (House Mix)		6:30
6. U & Me (Plus Staples Extended)		7:13